# بولونيا (تجسيد)

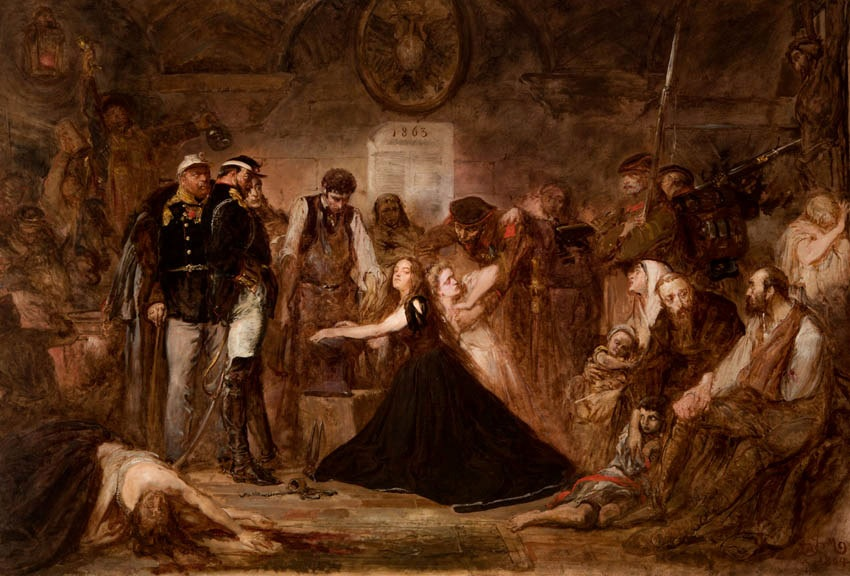
جان ماتيكيو، بولونيا (بولندا)، 1863. زيت على قماش، 156 × 232 سم، المتحف الوطني، كركو. في الصورة أعقاب فشل انتفاضة يناير 1863. وهي واحدة من أكثر اللوحات الوطنية والرمزية لماتيكيو. الأسرى ينتظرون النفي إلى سيبيريا. والضباط والجنود الروس يراقبون حداداً يضع الأغلال في يد المرأة (بولونيا). المرأة شقراء الشعر بجانبها تمثل ليتوانيا.

بولونيا، اسم لبولندا باللغة اللاتينية والكثير من اللغات الرومانسية وغيرها من اللغات، وهو اسم يستخدم في بولندا الحديثة ليشير إلى الشتات البولندي. لكن، وكما يتبين من الصورة، كان يستخدم أيضاً على أنه تجسيد الوطني.
التصوير الرمزي للبلد كامرأة تدعى باسم لاتيني كان أمراً شائعاً في القرن ال19 (انظر جرمانيا، بريتانيا، هيبرنيا، هيلفيتيا).